# Defensa Philidor
|       |       |       |       |       |       |       |       |       |  |
|       | a8 rd | b8 nd | c8 bd | d8 qd | e8 kd | f8 bd | g8 nd | h8 rd |  |
| a7 pd | b7 pd | c7 pd | d7    | e7    | f7 pd | g7 pd | h7 pd |       |  |
| a6    | b6    | c6    | d6 pd | e6    | f6    | g6    | h6    |       |  |
| a5    | b5    | c5    | d5    | e5 pd | f5    | g5    | h5    |       |  |
| a4    | b4    | c4    | d4    | e4 pl | f4    | g4    | h4    |       |  |
| a3    | b3    | c3    | d3    | e3    | f3 nl | g3    | h3    |       |  |
| a2 pl | b2 pl | c2 pl | d2 pl | e2    | f2 pl | g2 pl | h2 pl |       |  |
| a1 rl | b1 nl | c1 bl | d1 ql | e1 kl | f1 bl | g1    | h1 rl |       |  |
|       |       |       |       |       |       |       |       |       |  |

La Defensa Philidor (ECO C41) es una forma  de enfrentarse a 1.e4. 2.... d6 es una jugada poco ambiciosa, tan sólo sostiene el peón e5 para que no lo capture el caballo de f3. Es una jugada tan natural que la gran mayoría de los jugadores noveles la hacen sin siquiera conocer nada de la defensa. Los jugadores de élite mundial prácticamente no la utilizan, ya que se considera muy pasiva y no suele preparar un buen contraataque. Se debe esta jugada a François-André Danican Philidor.
Línea principal
1.e4 e5 2.Cf3 d6
y entonces,
3.Ac4
3. ... f5 4.d4 exd4 5.Cg5 Ch6 6.Cxh7
3. ... Ae7 4.c3
3.d4
3. ... f5
4.dxe5 fxe4 5.Cg5 d5 6.e6 Ac5 7.Cc3
4.Cc3
3. ... exd4
4.Dxd4 Ad7
4.Cxd4
4. ... d5 5.exd5
4. ... Cf6 5.Cc3 Ae7 6.Ae2 0-0 7.0-0 c5 8.Cf3 Cc6 9.Ag5 Ae6 10.Te1
4. ... g6
3. ... Cf6
4.Cc3 Cbd7 5.Ac4 Ae7
6.0-0 0-0 7.De2 c6 8.a4 exd4
6.Cg5 0-0 7.Axf7+
4.dxe5 Cxe4
5.Cbd2
5.Dd5
4.Cg5
4.Ac4
3. ... Cd7 4.Ac4 c6
5.0-0 Ae7 6.dxe5
5.Cg5 Ch6 6.f4 Ae7 7.0-0 0-0 8.c3
5.Cc3
5.c3